# العلاقات الكينية الهايتية
العلاقات الكينية الهايتية هي العلاقات الثنائية التي تجمع بين كينيا وهايتي.

## مقارنة بين البلدين
هذه مقارنة عامة ومرجعية للدولتين:
| وجه المقارنة                                              | كينيا                         | هايتي                                |
| --------------------------------------------------------- | ----------------------------- | ------------------------------------ |
| المساحة (كم2)                                             | 581.31 ألف                    | 27.75 ألف                            |
| عدد السكان (نسمة)                                         | 48.47 مليون                   | 10.98 مليون                          |
| الكثافة السكانية (ن./كم²)                                 | 83.38                         | 395.68                               |
| العاصمة                                                   | نيروبي                        | بورت أو برانس                        |
| اللغة الرسمية                                             | اللغة السواحلية، لغة إنجليزية | لغة فرنسية، اللغة الكريولية الهايتية |
| العملة                                                    | شيلينغ كيني                   | جوردة هايتية                         |
| الناتج المحلي الإجمالي (بليون دولار)                      | 74.94 مليار                   | 8.41 مليار                           |
| الناتج المحلي الإجمالي (تعادل القوة الشرائية) بليون دولار | 142.24 مليار                  | 18.82 مليار                          |
| الناتج المحلي الإجمالي الاسمي للفرد دولار أمريكي          | 1.38 ألف                      | 818                                  |
| الناتج المحلي الإجمالي للفرد دولار أمريكي                 | 2.95 ألف                      | 1.73 ألف                             |
| مؤشر التنمية البشرية                                      | 0.548                         | 0.483                                |
| رمز المكالمات الدولي                                      | +254                          | +509                                 |
| رمز الإنترنت                                              | .ke                           | .ht                                  |
| المنطقة الزمنية                                           | ت ع م+03:00                   | 00                                   |

## منظمات دولية مشتركة
يشترك البلدان في عضوية مجموعة من المنظمات الدولية، منها:
| علم المنظمة | اسم المنظمة                                 | تاريخ انضمام كينيا | تاريخ انضمام هايتي |
| ----------- | ------------------------------------------- | ------------------ | ------------------ |
|             | البنك الدولي للإنشاء والتعمير               | 3 فبراير 1964      | 8 سبتمبر 1953      |
|             | منظمة التجارة العالمية                      | 1995               | ?                  |
|             | المركز الدولي لتسوية المنازعات الاستشارية   | 2 فبراير 1967      | 26 نوفمبر 2009     |
|             | منظمة حظر الأسلحة الكيميائية                | ?                  | ?                  |
|             | الأمم المتحدة                               | 16 ديسمبر 1963     | 24 أكتوبر 1945     |
|             | مجموعة دول أفريقيا والكاريبي والمحيط الهادئ | ?                  | ?                  |
|             | منظمة الشرطة الجنائية الدولية               | ?                  | ?                  |
|             | وكالة ضمان الاستثمار متعدد الأطراف          | 28 نوفمبر 1988     | 11 ديسمبر 1996     |
|             | يونسكو                                      | 7 أبريل 1964       | 18 نوفمبر 1946     |
|             | مؤسسة التنمية الدولية                       | 3 فبراير 1964      | 13 يونيو 1961      |
|             | مؤسسة التمويل الدولية                       | 3 فبراير 1964      | 20 يوليو 1956      |
|             | الاتحاد البريدي العالمي                     | ?                  | ?                  |
|             | الاتحاد الدولي للاتصالات                    | 11 أبريل 1964      | 10 أكتوبر 1927     |

## وصلات خارجية
- موقع وزارة الخارجية الكينية
- موقع وزارة الخارجية الهايتية